# Marías (distrito)

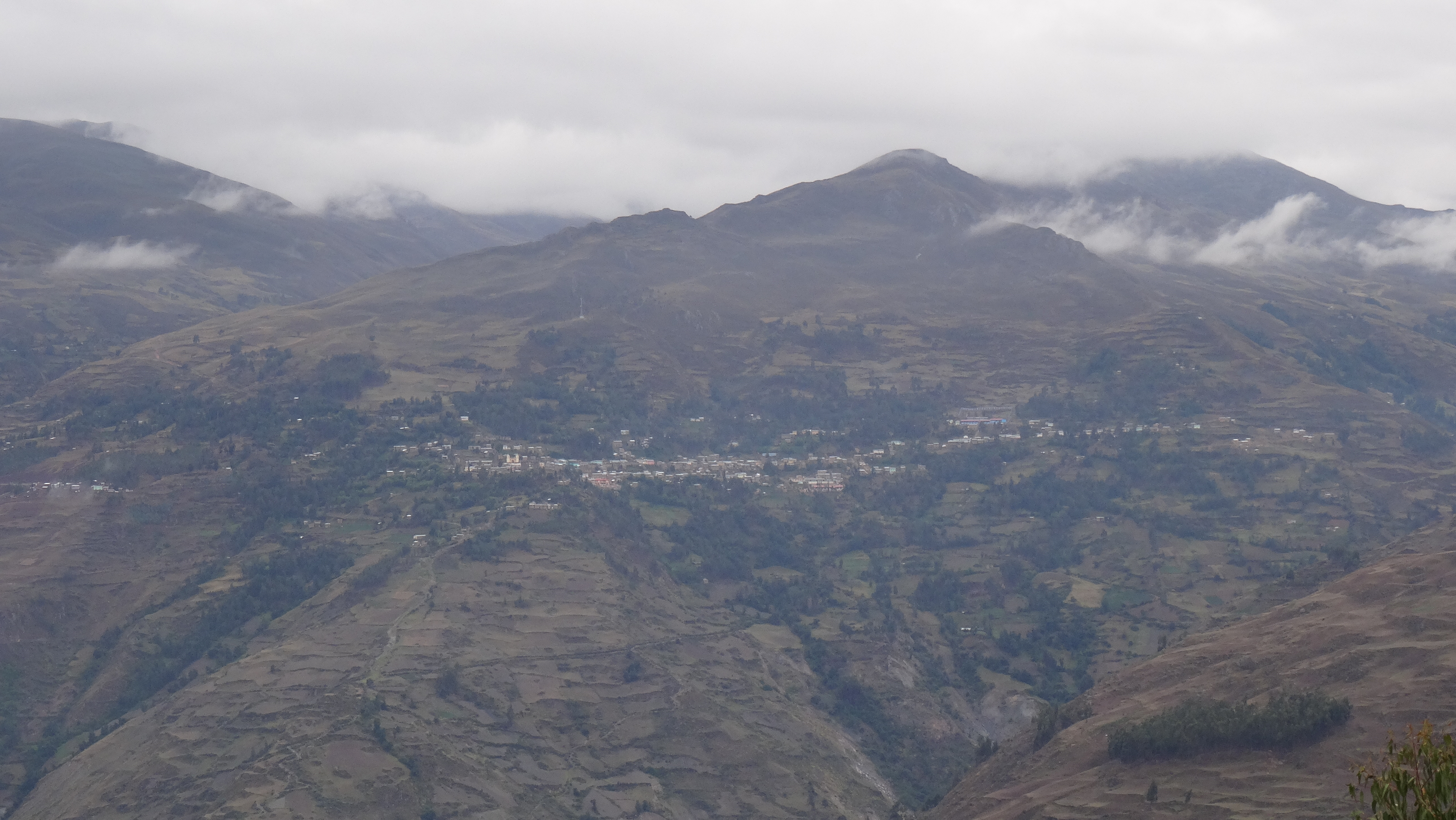
Marías (distrito)

O Distrito peruano de Marías é um dos nove distritos que formam a Província de Dos de Mayo, situada no Departamento de Huánuco, pertencente a Região Huánuco, na zona central do Peru.

## Transporte
O distrito de Marías não é servido pelo sistema de estradas terrestres do Peru.